# Рехионал Атакама
Рехионал Атакама (на испански: Regional Atacama) е бивш чилийски футболен отбор от Копиапо, регион Атакама. Основан е на 9 март 1979 г. и съществува до 29 ноември 1998 г., когато е разформирован поради финанасови затруднения. Неговото място като представител на града в професионалния футбол заема Депортес Копиапо.

## Известни бивши футболисти
- Виктор Кабрера
- Марко Венер
- Марко Корнес
- Марсело Вега
- Патрисио Галас
- Франклин Лобос
- Хорхе Контрерас